# وسلن (باد زالدتفورث)
وسلن (به آلمانی: Wesseln) یک منطقهٔ مسکونی در آلمان است که در باد زالدتفورث واقع شده‌است. وسلن ۱٬۰۵۴ نفر جمعیت دارد.